# Deon Joubert
Deon Joubert (né le 10 juin 1953 dans l'État libre d'Orange) est un ancien joueur de tennis professionnel sud-africain.

## Carrière
Il a fait partie de l'équipe sud-africaine de Coupe Davis en 1973. Il y a joué deux matchs contre l'Argentine à Montevideo.
Il s'est notamment qualifié pour le troisième tour du Tournoi de Wimbledon 1973 en tant qu'amateur alors que le tournoi était boycotté par la majorité des joueurs de tennis professionnels.
En 1978, il remporte les tournois Challenger de Birmingham et de Virginia Beach et atteint la finale à Asheville.
Il est quart de finaliste à Louisville et finaliste à Johannesbourg en 1979 et demi-finaliste à Sarasota en 1980.

## Palmarès

### Finale en simple messieurs
| No | Date       | Nom et lieu du tournoi                            | Catégorie | Dotation | Surface    | Vainqueur       | Score    |  |
| -- | ---------- | ------------------------------------------------- | --------- | -------- | ---------- | --------------- | -------- |  |
| 1  | 16-04-1979 | Tournoi de tennis de Johannesbourg, Johannesbourg |           | 75 000 $ | Dur (ext.) | José Luis Clerc | 6-2, 6-1 |  |

## Parcours dans les tournois duGrand Chelem

### En simple
| Année | Open d'Australie | Open d'Australie | Internationaux de France | Internationaux de France | Wimbledon       | Wimbledon | US Open         | US Open    |
| ----- | ---------------- | ---------------- | ------------------------ | ------------------------ | --------------- | --------- | --------------- | ---------- |
| 1973  | —                | —                | —                        | —                        | 3e tour (1/16)  | B. Mitton | —               | —          |
| 1977  | —                | —                | —                        | —                        | 1er tour (1/64) | S. Mayer  | 1er tour (1/64) | J. Lloyd   |
| 1978  | —                | —                | —                        | —                        | —               | —         | 1er tour (1/64) | B. Teacher |
| 1979  | —                | —                | 1er tour (1/64)          | C. Roger-Vasselin        | —               | —         | —               | —          |

N.B. : à droite du résultat se trouve le nom de l'ultime adversaire.

### En double
| Année | Open d'Australie | Open d'Australie | Internationaux de France    | Internationaux de France | Wimbledon                   | Wimbledon          | US Open                      | US Open               |
| ----- | ---------------- | ---------------- | --------------------------- | ------------------------ | --------------------------- | ------------------ | ---------------------------- | --------------------- |
| 1973  | —                | —                | —                           | —                        | 2e tour (1/16) B. Mitton    | D. Lloyd J. Paish  | —                            | —                     |
| 1975  | —                | —                | —                           | —                        | 1er tour (1/32) B. Mitton   | D. Dell S. Stewart | —                            | —                     |
| 1976  | —                | —                | —                           | —                        | —                           | —                  | 1er tour (1/32) D. Schneider | J. Bartlett N. Fraser |
| 1977  | —                | —                | 1er tour (1/32) W. Prinsloo | C. Casa J. Thamin        | 1er tour (1/32) A. Betancur | D. Lloyd J. Lloyd  | 1er tour (1/32) J. Eagleton  | A. Fillol J. Fillol   |
| 1978  | —                | —                | —                           | —                        | —                           | —                  | 2e tour (1/16) J. Eagleton   | S. Smith R. Lutz      |
| 1979  | —                | —                | 1er tour (1/32) R. Simpson  | H. Günthardt B. Hewitt   | —                           | —                  | —                            | —                     |

N.B. : le nom du ou de la partenaire se trouve sous le résultat ; le nom des ultimes adversaires se trouve à droite.